# Route nationale 850
Pour les articles homonymes, voir Route nationale 850 (homonymie).
La route nationale 850 ou RN 850 était une route nationale française reliant Santa-Maria-Siché aux Bains de Guitera. À la suite de la réforme de 1972, elle a été déclassée en RD 83.

## Ancien tracé de Santa-Maria-Siché aux Bains de Guitera (D 83)
- Santa-Maria-Siché 41° 52′ 59,02″ N, 8° 57′ 47,33″ E
- Campo 41° 53′ 29,21″ N, 9° 00′ 13,95″ E
- Frasseto 41° 53′ 45,89″ N, 9° 01′ 19,54″ E
- Col de Granaccia
- Zévaco 41° 53′ 34,45″ N, 9° 02′ 56,48″ E
- Corrano 41° 53′ 29,1″ N, 9° 03′ 53,18″ E
- Bains de Guitera